# Oron, Moselle
Oron, Moselle là một xã trong tỉnh Moselle, vùng Grand Est đông bắc nước Pháp.